# ドウェイン・ヒル
ドウェイン・ヒル (Dwayne Hill、1966年6月5日 - ) は、カナダの声優。2009年に、彼は2つのジェミニ賞にノミネートされました。

## 出演作品
- イン・ヤン・ヨー! - (デイブ)
- アトミック・ベティ - (ロジャーとドジャー)
- フラニーズ・フィート - (ジョーイ)
- ごきげん ジミー! - (サミー)
- トータルドラマアクション - (ジョシュ)